# Tô Đông Pha
Tô Thức (giản thể: 苏轼; phồn thể: 蘇軾; bính âm: Sū Shì; 8 tháng 1 1037 &ndash 24 tháng 8, 1101), tự Tử Chiêm (子瞻), một tự khác là Hòa Trọng (和仲), hiệu Đông Pha cư sĩ (東坡居士) nên còn gọi là Tô Đông Pha, là nhà văn, nhà thơ thời Tống. Ông được mệnh danh là một trong Bát đại gia Đường Tống.

## Thân thế
Ông sinh ra tại Mi Sơn, Mi Châu, nay là địa cấp thị Mi Sơn, tỉnh Tứ Xuyên. Ông nội Đông Pha tên là Tô Tự, cha ông là Tô Tuân (蘇洵, tự là Minh Doãn, 1009-1066), mẹ ông họ Trình (?-1057) và em trai là Tô Triệt (蘇轍, tự là Tử Do, 1039-1112). Ba cha con ông đều là những nhà thơ có tiếng.
Đông Pha cưới vợ đầu là Vương Phất (1040-1065) nhỏ hơn ông ba tuổi, năm ông 18 tuổi (1055). Sau 3 năm tang vợ, ông cưới vợ thứ hai là Vương Nhuận Chi (em họ của vợ đầu) vào tháng 6 năm 1068.

## Sự nghiệp văn thơ
Đông Pha cùng cha và em là ba trong số tám đại văn hào lớn nhất (bát đại gia) Trung Quốc suốt bảy thế kỷ từ thế kỷ VII đến XIII. Ông giỏi cả cổ văn lẫn thơ, phú. Tất cả các tác phẩm của ông cộng lại khoảng 1 triệu chữ. Riêng về thi từ, ông có khoảng 1700 bài. Còn cổ văn của ông là "thiên hạ vô địch", cứ hạ bút là thành văn, không cần lập dàn ý, cứ như là "hành vân, lưu thủy". Âu Dương Tu mà hôm nào nhận được một bài văn của ông thì vui sướng cả ngày, còn vua Tống Thần Tông hay đọc bài của ông trong bữa ngự thiện, quên gắp cả thức ăn.
Năm 1056-1057, Đông Pha cùng cha và em vượt suốt hai tháng qua miền núi non hiểm trở lên kinh (Khai Phong) đi thi. Họ đến Khai Phong tháng 5 năm 1056 và chờ kỳ thi cho đến mùa xuân năm sau. Kỳ thi do Âu Dương Tu làm chánh chủ khảo chú trọng đến việc tìm kẻ sĩ có tài trị dân, thể lệ thi gắt gao và đích thân vua Tống Nhân Tông chọn đầu bài. Bài thứ nhất hỏi về sử hoặc chính trị, bài thứ hai là bài về tứ thư, ngũ kinh, bài thứ ba là một bài phú luận về chính trị. Năm đó, Tô Tuân không ứng thí vì không muốn ganh đua với hai con, còn cả hai anh em Đông Pha đều đỗ cao, đề bài luận về chính trị là "Hình thưởng trung hậu chi chí luận" (luận về sự trung hậu rất mực trong phép thưởng phạt).
Cuối năm 1059 đầu năm 1060, hết tang mẹ, Đông Pha cùng cha và em mất 4 tháng vượt 2.000 cây số quay trở lại kinh để dự thi. Trên đường đi Đông Pha và Tử Do làm được khoảng 200 bài thơ. Cũng như lần trước, Tô Tuân không ứng thí.
Năm 1061, làm quan ở Thiểm Tây, cùng nhân dân ở đó cầu được mưa, ăn mừng, ông làm bài "Kỉ vũ đình ký" rất nổi danh.
Năm 1071, trên đường Đông Pha rời kinh đi Hàng Châu, ông làm được rất nhiều bài thơ, bài từ. Ông ghé thăm em Tử Do (đang làm chức giáo thụ) ở Trần Châu, rồi hai anh em đi thăm Âu Dương Tu ở gần đó. Ông cùng vợ con đến Hàng Châu ngày 28 tháng 11 năm 1071. Trong suốt thời gian làm quan ở Hàng Châu, ông làm đủ thể loại thơ tả cảnh, tà tình, tả sự đau xót khi thi hành án, thơ trào phúng. Ông làm bạn với các nhà sư, đọc sách Phật. Ông rất thích ca nhi, buổi tiệc nào ông cũng có họ. Các ca nhi này quay quanh ông để ca hát và xin ông đề thơ lên quạt giấy. Do phong cảnh Hàng Châu đẹp và không khí ca nhạc tưng bừng, ông để ý tới thể từ, cải cách nó và nổi danh thành một Từ gia bậc nhất đời Tống.

## Sự nghiệp chính trị
Đông Pha là một nhà chính trị theo Cựu đảng do Tư Mã Quang cầm đầu. Ông là người chỉ trích mạnh mẽ nhất tân pháp của Tân đảng do Vương An Thạch cầm đầu. Ông là người theo đạo Phật, có lòng từ bi và rất mực yêu thương nhân dân, không tham ô hối lộ. Ông là người có tính cương trực, ít giữ mồm giữ miệng, có gì nói đấy nên sự nghiệp chính trị của ông đầy sóng gió.
Năm 1057, sau khi thi đậu, mẹ ông mất, ông phải cùng cha và em chịu tang, không lĩnh chức vụ gì hết. Năm 1060, Đông Pha nhận được một chức quan nhỏ là chủ bạ huyện Phúc Xương tỉnh Hà Nam. Năm 1061, nhậm chức Thiêm phán phủ Phượng Tường tỉnh Thiểm Tây. Năm 1065, vào làm việc ở Sử quán có cơ hội đọc những sách quý và các danh họa tàng trữ ở bí thư các. Năm 1066, cùng em là Tử Do xin nghỉ việc quan lo tang cho cha. Họ phải bỏ gần một năm, vượt mấy nghìn cây số để đưa quan tài cha về quê nhà chôn cất. Năm 1069, Đông Pha trở lại kinh thành nhận chức Giám quan. Suốt những năm sau đó ông cùng em đả kích mạnh mẽ các chính sách cải cách của Tân đảng như "Phép Thị Dịch", "Phép Mộ Dịch" do thừa tướng Vương An Thạch thi hành. Ông đã viết một bài thơ chỉ trích thuế muối của Vương An Thạch. Có lần Đông Pha bị người nhà của Vương An Thạch vu oan là lạm dụng quyền lực cướp tiền dân mua bát đĩa. Vua Thần Tông không nghe lời dèm pha mà giáng chức Đông Pha, nhưng chuyển ông ra Hàng Châu. Tuy nhiên, Tô Thức vẫn giữ mối quan hệ cá nhân tốt với thừa tướng họ Vương.
Chức danh mới của ông tại Hàng Châu không có kinh phí, khiến ông trở nên bần cùng. Với sự giúp đỡ của một người bạn, Tô Thức mua một khoảnh đất nhỏ có tên là Đông Pha, tên này sau đó đã thành tên hiệu của ông. Trong giai đoạn ẩn cư tại đây, ông đã dần dần ưa thích nó và nhiều bài thơ hay nhất của ông đã được sáng tác trong thời kỳ này.

## Nhà thư pháp
Đông Pha là một nhà thư pháp có bút pháp liệt vào hàng nổi tiếng và có giá trị nhất.

## Họa sĩ nổi tiếng
Đông Pha là một họa sĩ nổi tiếng về vẽ trúc và núi. Năm 1065, vào làm việc ở Sử quán và có cơ hội đọc những sách quý và các danh họa tàng trữ ở bí thư các.

## Một số tác phẩm tiêu biểu
Những tác phẩm của ông gồm có: Tiền Xích Bích phú (前赤壁賦), Hậu Xích Bích phú (hai bài phú này là hai viên ngọc của cổ văn Trung Hoa), Kỉ Vũ Đình ký...
Thủy Điệu Ca
Minh nguyệt kỉ thời hữu?
Bả tửu vấn thanh thiên:
"Bất tri thiên thượng cung khuyết,
Kim tịch thị hà niên?"
Ngã dục thừa phong qui khứ,
Hựu củng huỳnh lâu ngọc vũ,
Cao xứ bất thăng hàn.
Khởi vũ lộng thanh ảnh,
Hà tự tại nhân gian!
 
Chuyển chu các,
Đê ỷ hộ,
Chiếu vô miên,
Bất ưng hữu hận,
Hà sự trường hướng biệt thời viên?
Nhân hữu bi hoan li hợp,
Nguyệt hữu âm tình viên khuyết,
Thử sự cổ nan toàn.
Đãn nguyện nhân trường cửu,
Thiên lý cộng thiền quyên.
Bản dịch
Mấy lúc có trăng thanh?
Cất chén hỏi trời xanh:
"Cung khuyết trên chính từng,
Đêm nay là đêm nào?"
Ta muốn cưỡi gió bay lên vút,
Lại sợ lầu quỳnh cửa ngọc,
Trên cao kia lạnh buốt.
Đứng dậy múa giỡn bóng,
Cách biệt với nhân gian!
 
Trăng quanh gác tía,
Cuối xuống cửa son,
Dòm kẻ thao thức,
Chẳng nên ân hận,
Sao cứ biệt li thì trăng tròn?
Đời người vui buồn li hợp,
Trăng cũng đầy vơi mờ tỏ,
Xưa nay đâu có vạn toàn.
Chỉ nguyện đời ta trường cửu,
Bay ngàn dặm cùng với thuyền quyên.
Dịch thuật: Nguyễn Hiến Lê

## Thịt kho Đông Pha
Thịt kho Đông Pha trải qua 3 giai đoạn phát triển song song với cuộc đời Tô Đông Pha: đầu tiên là ở Từ Châu, thành phố phía bắc tỉnh Giang Tô, nơi thịt kho Đông Pha lần đầu tiên xuất hiện với tên gọi là thịt kho Huy Tông. Tiếp đó, do xáo trộn trong triều đình mà ông bị đày tới Hoàng Châu (ngày nay là Hoàng Cương), tỉnh Hồ Bắc, nơi Tô Đông Pha hoàn thiện thêm phương pháp, công thức nấu ăn. Cuối cùng, ông được phục chức ở Hàng Châu (ngày nay thuộc Chiết Giang), nơi món thịt kho Đông Pha trở nên nổi tiếng trên toàn Trung Quốc.
Thời điểm sống ở Hàng Châu, Tô Đông Pha giữ chức quan phụ trách điều tiết nước. Khi ấy, hồ Tây trong thành phố bị bao phủ bởi rong rêu, dẫn tới tắc nghẽn nặng nề. Đông Pha điều hàng chục nghìn công nhân tới nạo vét hồ và bùn thải, xây dựng cầu nổi, khôi phục vẻ đẹp vốn có của hồ Tây và biến nó thành nơi trữ nước tưới tiêu nông nghiệp. Người dân trong vùng để tỏ lòng biết ơn đã đem thịt lợn dâng cho Tô Đông Pha. Tuy nhiên, ông đã đem số thịt đó nấu thành món thịt kho và gửi lại từng hộ gia đình. Vị ngon đậm đà khó quên của thịt kho đã biến nó trở thành món ăn truyền thống của người Hàng Châu. Để thể hiện lòng tôn trọng, người dân trong vùng quyết định lấy tên ông đặt cho món thịt là thịt kho Đông Pha.
Một chủ nhà hàng lớn ở Hàng Châu sau khi bàn bạc với các đầu bếp của mình đã quyết định đưa món thịt kho Đông Pha vào hệ thống nhà hàng. Nhờ đó, món ăn này được nhiều người biết tới hơn bao giờ hết.

## Khái niệm chủ yếu
1. "Hắc phong bạch vũ" (Gió đen, mưa trắng) - Tô Thức viết trong bài "Hữu mỹ đường bạo vũ" (有美堂暴雨): Thiên ngoại hắc phong xuy hải lập, Chiết Đông phi vũ quá giang lai (天外黑風吹海立、浙東飛雨過江來), nghĩa là "Từ trời xa xôi, thổi cơn gió đen đứng trên biển, từ Chiết Đông bay qua mưa về sông". Và viết trong bài "Vọng hồ lâu" (望湖樓): Bạch vũ khiêu châu loạn nhập thuyền (白雨跳珠亂入船), nghĩa là "Mưa trắng vào trong thuyền và làm cho ngọc trai nhảy loạn".
2. "Mã nhĩ đông phong" (Tai ngựa, gió đông) - Trong bài "Sáu lời với trưởng quan Hà" (和何長官六言), Tô Thức viết: Thuyết hướng thị triều công tử, hà thù mã nhĩ đông phong? (說向市朝公子、何殊馬耳東風), nghĩa là "Lời nói cho công tử triều đình, như gió xuân thổi qua tai ngựa thì có gì lạ?".
3. "Ám tống thu ba" (Gửi ngầm sóng thu) - Trong bài "Bách bộ hồng" (百步洪), Tô Thức viết: Giai nhân vị khẳng hồi thu ba (佳人未肯回秋波), nghĩa là "Người đẹp chưa muốn quay mắt long lanh".

## Sách tiểu sử
- Ebrey, Walthall, Palais (2006). East Asia: A Cultural, Social, and Political History. Boston: Houghton Mifflin Company. ISBN 0-618-13384-4.
- Ebrey, Patricia Buckley (1999). The Cambridge Illustrated History of China. Cambridge: Cambridge University Press. ISBN 0-521-43519-6 (hardback); ISBN 0-521-66991-X (paperback).
- Egan, Ronald. Word, Image, and Deed in the Life of Su Shi. Cambridge (Mass.): Harvard University Press, Harvard-Yenching Institute Monograph Series, 1994. ISBN 0-674-95598-6.
- Fuller, Michael Anthony. The Road to East Slope: The Development of Su Shi's Poetic Voice. Stanford University Press, 1990. ISBN 0-8047-1587-4.
- Hargett, James M. "Some Preliminary Remarks on the Travel Records of the Song Dynasty (960-1279)," Chinese Literature: Essays, Articles, Reviews (CLEAR) (July 1985): 67-93.
- Hartman, Charles. "Poetry and Politics in 1079: The Crow Terrace Poetry Case of Su Shih," Chinese Literature: Essays, Articles, Reviews (CLEAR) (Volume 12, 1990): 15–44.
- Hatch, George. (1993) "Su Hsun's Pragmatic Statecraft" in Ordering the World: Approaches to State and Society in Sung Dynasty China, ed. Robert P. Hymes, 59–76. Berkeley: Berkeley University of California Press. ISBN 978-0-520-07691-4.
- Hegel, Robert E. "The Sights and Sounds of Red Cliffs: On Reading Su Shi," Chinese Literature: Essays, Articles, Reviews (CLEAR) (Volume 20 1998): 11-30.
- Lin, Yutang. The Gay Genius: The Life and Times of Su Tungpo. J. Day Co., 1947. ISBN 0-8371-4715-8.
- Murck, Alfreda (2000). Poetry and Painting in Song China: The Subtle Art of Dissent. Harvard University Asia Center. ISBN 978-0-674-00782-6.
- Needham, Joseph (1986). Science and Civilization in China: Volume 1, Introductory Orientations. Taipei: Caves Books, Ltd.
- Needham, Joseph (1986). Science and Civilization in China: Volume 4, Physics and Physical Technology, Part 3, Civil Engineering and Nautics. Taipei: Caves Books Ltd.
- Sivin, Nathan (1995). "Shen Kua." In Sivin's Science in Ancient China: Researches and Reflections, text III: 1-53. Haldershot (Hampshire, England), and Burlington (Vermont, USA): VARIORUM, Ashgate Publishing. ISBN 0-86078-492-4.
- Wagner, Donald B. "The Administration of the Iron Industry in Eleventh-Century China," Journal of the Economic and Social History of the Orient (Volume 44 2001): 175-197.
- Yang, Vincent. Nature and Self: A Study of the Poetry of Su Dongpo, With Comparisons to the Poetry of William Wordsworth (American University Studies, Series III). Peter Lang Pub Inc, 1989. ISBN 0-8204-0939-1.